# Peer education
Peer Education is een vorm van gezondheidszorg (voornamelijk of uitsluitend preventieve gezondheidszorg) waarbij leden van een bepaalde groep ondersteund worden om gezondheidsbevorderende gedragsverandering teweeg te brengen bij andere leden van de groep: hun 'peers'. Naast en in plaats van de mensen die een volledige opleiding hebben, kunnen sommige taken ook door leken uitgevoerd worden. De verstandhouding tussen peers onderling is anders dan die tussen leek en specialist. Het concept peer education probeert dat te benutten om het gezondheidsbevorderende gedrag te bevorderen.

## Toepassing
Peer education wordt veel gebruikt bij hiv-preventie. In veel landen in de derde wereld is het de belangrijkste vorm van hiv-preventie, met name in groepen jongeren, mensen in de seksindustrie, homoseksuele mannen, en intraveneuzedrugsgebruikers. Peer education wordt ook gebruikt bij anti-rookcampagnes, en voor het terugdringen van drugs- en alcoholgebruik bij jongeren.

## Methode
Een peereducationprogramma wordt meestal opgezet door mensen die werkzaam zijn in de gezondheidszorg of bij de overheid. Zij engageren mensen uit de doelgroep. Deze mensen krijgen een korte training om te gaan fungeren als 'peer educators'. Het gaat om relevante informatie en communicatievaardigheden. De peer educators gaan dan in hun contacten met hun peers via voorlichting hun invloed proberen te gebruiken om hun gezondheid te bevorderen. De beloning voor de peer educators varieert van geen beloning tot een redelijk salaris. De mate van ondersteuning varieert van regelmatige trainingen tot geen ondersteuning.
Een eventueel nadeel van de korte opleiding kan dan worden gecompenseerd door het vertrouwen dat tussen peers bestaat (anders dan in een commerciële verhouding). Een voordeel is ook dat de kosten lager zijn dan van volledig professionele hulp. Er kan ook hulp geboden worden als professionele hulp onbetaalbaar of afwezig is.

## Werking
Er zijn verschillende theorieën over de vraag of en hoe peer education werkt.

### Kelly’s popular opinion leader-theorie
De popular opinion leader-theorie suggereert een parallel tussen peer education en het aan de man brengen van gewone commerciële producten. Peer educators zijn te beschouwen als ‘opinieleiders’ – door hun taak gerespecteerd en bewonderd door de andere leden van de groep. Deze opinieleiders demonstreren een bepaalde levenswijze (met 'veilige seks', niet roken, etc) – zodat hun peers dat willen navolgen.

### Critical consciousness-theorie
Campbell stelt dat peer education een soort critical consciousness moet verbreiden zoals uiteengezet door Paulo Freire. Dit houdt in dat de peers door de peer education gestimuleerd worden om kritisch over hun omstandigheden na te denken. Het probleem komt nu, anders dan voorheen, herhaald onder hun aandacht en kans neemt daarmee toe dat enkele leden van de groep daardoor wel hun oplossing regelen. De rest is dan: goed voorbeeld doet volgen.

## Onderzoek
Ondanks de uitgebreide toepassing is er geen consensus over of, en zo ja wanneer en hoe peer education werkt.
Er is onderzoek dat suggereert dat peer education werkt onder bepaalde omstandigheden, en onder andere omstandigheden niet..
Een ander onderzoek vergeleek peer education onder medewerkers in de seksbranche in India en Zuid-Afrika en daarbij bleek dat het relatieve succes van de groep in India samenhing met hun sociale en politieke omstandigheden en een effectievere groepsmotivatie, terwijl de Zuid-Afrikaanse aanpak meer biomedisch van opzet was.

## Voetnoten
1. ↑  Kelly, J. A., St Lawrence, J. S., Stevenson, L. Y., Hauth, A. C., Kalichman, S. C., Diaz, Y. E., Brasfield, T. L., Koob, J. J., & Morgan, M. G. (1992). “Community AIDS/HIV risk reduction: the effects of endorsements by popular people in three cities”. ‘’American Journal of Public Health’’, 82(11), 1483-1489
2. ↑  Kelly, J.A. (2004). Popular opinion leaders and HIV prevention peer education: resolving discrepant findings, and implications for the development of effective community programmes[dode link]. ‘’AIDS Care’’, 16(2), 139-150
3. ↑  Campbell, Catherine and MacPhail, Catherine (2002), Peer education, gender and the development of critical consciousness: participatory HIV prevention by South African youth ‘’Social science and medicine’’, 55 (2). pp. 331-345
4. ↑  Hart, G., Williamson, L., & Flowers, P. (2004). Good in parts: the Gay Men's Task Force in Glasgow - a response to Kelly. ‘’AIDS’’ Care, 16(2), 159-165
5. ↑  Elford, J., Bolding, G. & Sherr, L. (2004). Popular opinion leaders in London: A response to Kelly. ‘’AIDS Care’’, 16(2), 151-158.
6. ↑  Cornish, F. & Campbell, C. (2009). The social conditions for successful peer education: A comparison of two HIV prevention programs run by sex workers in India and South Africa. ‘’American Journal of Community Psychology’’, 44(1-2), 123-135.